# Бахрушин, Пётр Алексеевич
Пётр Алексеевич Бахрушин (1819, Зарайск, Рязанская губерния — 1894, Москва) — московский промышленник, меценат, благотворитель, представитель династии Бахрушиных. Один из трёх братьев-основателей известной с 1875 года производственной компании «Товарищество кожевенной и суконной мануфактур Алексея Бахрушина сыновей».

## Биография
Родился 30 июня (12 июля) 1819 года в Зарайске. В 1821 году его семья переехала в Москву. Отец, Алексей Фёдорович Бахрушин, основал в городе несколько предприятий (перчаточную фабрику, сафьянный завод, кожевенную фабрику).
В 1841 году Пётр Алексеевич женился на Екатерине Ивановне Митрофановой. Супруги прожили вместе более полувека и имели 18 детей, из которых до взрослого возраста дожила половина (4 сына и 5 дочерей). Однако по данным наследницы в семье Петра Алексеевича родилось 16 детей, выжили 8 детей (4 мальчика и 4 девочки).

Сын Алексей стал известным коллекционером книг.

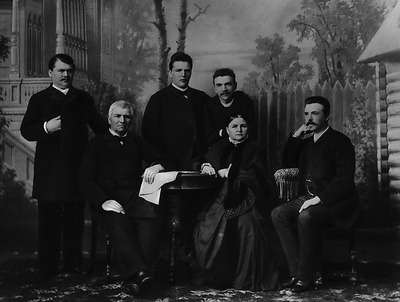
Семья Петра Алексеевича Бахрушина (сидит слева, жена рядом).
Конец 1880-х гг.

В 1848 году после смерти отца Пётр унаследовал его дело, находившееся в тот момент в плачевном состоянии из-за долгов. Пётр и его братья Александр и Василий деловые вопросы решали сообща и долго жили с семьями в одном доме в Кожевниках, совместно ведя хозяйство. В 1861 году в придачу к кожевенной фабрике братья основали суконную. После женитьбы младшего из братьев, Василия, Бахрушины разделили управление предприятиями, при этом Пётр встал во главе суконной фабрики.
Согласно воспоминаниям Ю. А. Бахрушина «вполне в своей сфере Петр Алексеевич чувствовал себя лишь
на фабрике среди рабочих. <…> Один из них, дед Гаврила, рассказывал мне: — Петр Алексеевич, царство ему небесное, невысокий, плотный был старик. Каждый день, бывало, два раза фабрику обходит — утречком и после пяти вечера. Очень любил отделение, где большие
кожи выделывали. Веселый был и доброй души. <…> Любили рабочие Петра Алексеевича, потому — он очень хорошо рабочую жизнь понимал…».
В 1870—1875 годах избирался в число выборных Московского биржевого общества. В 1889—1892 годах был гласным Московской городской думы.
Как и его братья, занимался благотворительностью. В частности, в 1887 году на средства семьи на востоке Москвы была построена и оснащена больница для хронических больных, где бедных лечили бесплатно (в отличие от богатых пациентов) (в 2016 году ей было возвращено имя братьев Бахрушиных). Братья следили, чтобы в больнице всё было на высоком уровне. При больнице также был создан в 1892—1893 годах дом для неизлечимо больных и была ими построена домовая церковь Иконы Богоматери «Всех скорбящих радость». Под этой домовой церковью основали фамильный склеп братьев Бахрушиных.
Умер П. А. Бахрушин 20 июля (1 августа) 1894 года от холеры. Был похоронен в фамильном склепе, созданном при Бахрушинской больнице.